# Félia Litvinne
Félia Litvinne (Françoise Jeanne Schütz) (11 de octubre de 1860, San Petersburgo, Rusia -12 de octubre de 1936, París) fue una soprano rusa de ascendencia alemana y franco-canadiense naturalizada francesa. Se destacó como soprano dramática en la tradición francesa de Teresa Stolz y Marie Cornélie Falcon.

## Biografía
Estudió en París con Pauline Viardot y Victor Maurel debutando en 1883 en Simon Boccanegra de Verdi en el Teatro Italien.
Canta en Burdeos, Ginebra, Barcelona, Bruselas, Roma, Londres, Venecia, Nápoles y  Nueva York con la compañía Mapleson en el Metropolitan Opera como Valentin en Los hugonotes de Meyerbeer.
En 1891 debuta en Moscú y San Petersburgo en Cavalleria Rusticana.
Se casa en 1893 con el doctor Dupoux y deja la escena entre 1895-96 regresando como Dalila en Montecarlo y Nueva York donde canta Donna Anna, Gertrude, Aida, Sélika, Chimène, Brünnhilde e Isolde.
Se hace célebre soprano wagneriana y canta la primera Isolda parisina en 1899, la primera Brunilda en Bruselas en 1903 y en París en 1911 y la primera Kundry en Montecarlo en 1913.
En 1907 canta El ocaso de los dioses en La Scala dirigida por Arturo Toscanini.
Sus primeros registros fueron acompañados por Alfred Cortot.
Considerada la mejor intérprete de Alceste  de Glück, se retira en 1916 para dedicarse a la enseñanza, entre sus alumnos la célebre Germaine Lubin y Nina Koshetz.
En 1924 publica Exercices et Conseils y en 1933 su autobiografía Ma Vie et Mon Art (ISBN 0405096917)
Su hermana, la actriz Hélène SchUtz fue la esposa del bajo polaco Edouard de Reszke, hermano de Jean de Reszke.